# Толеза
Толе́за (англ. Toleza) — вища традиційна громада у складі дистрикту Балака Південного регіону Малаві.
Населення — 5579 осіб (2018).